# Alcyonium sidereum
Alcyonium sidereum är en korallart som beskrevs av Addison Emery Verrill 1922. Alcyonium sidereum ingår i släktet Alcyonium och familjen läderkoraller. Inga underarter finns listade i Catalogue of Life.